# Hibiscus saddii
Hibiscus saddii är en malvaväxtart som beskrevs av Antonio Krapovickas och Fryxell. Hibiscus saddii ingår i Hibiskussläktet som ingår i familjen malvaväxter. Inga underarter finns listade i Catalogue of Life.